# Municipio de Henrietta (Dakota del Norte)
El municipio de Henrietta (en inglés: Henrietta Township) es un municipio ubicado en el condado de LaMoure en el estado estadounidense de Dakota del Norte. En el año 2010 tenía una población de 84 habitantes y una densidad poblacional de 0,9 personas por km².

## Geografía
El municipio de Henrietta se encuentra ubicado en las coordenadas 46°25′3″N 98°27′58″O / 46.41750, -98.46611. Según la Oficina del Censo de los Estados Unidos, el municipio tiene una superficie total de 93.35 km², de la cual 93,28 km² corresponden a tierra firme y (0,08 %) 0,08 km² es agua.

## Demografía
Según el censo de 2010, había 84 personas residiendo en el municipio de Henrietta. La densidad de población era de 0,9 hab./km². De los 84 habitantes, el municipio de Henrietta estaba compuesto por el 100 % blancos. Del total de la población el 0 % eran hispanos o latinos de cualquier raza.